# Warsaw Cup by Heros 1998
Warsaw Cup by Heros 1998 — жіночий тенісний турнір, що проходив на відкритих кортах з ґрунтовим покриттям Legia Tennis Centre у Варшаві (Польща). Належав до турнірів 3-ї категорії в рамках Туру WTA 1998. Тривав з 13 до 19 липня 1998 року. Перша сіяна Кончіта Мартінес здобула титул в одиночному розряді й заробила 27 тис. доларів.

## Фінальна частина

### Одиночний розряд
Кончіта Мартінес —  Сільвія Фаріна 6–0, 6–3
- Для Мартінес це був 3-й титул за сезон і 36-й — за кар'єру.

### Парний розряд
Каріна Габшудова /  Ольга Лугіна —  Лізель Горн /  Карін Кшвендт 7–6, 7–5
- Для Габшудової це був 2-й титул за сезон і 4-й — за кар'єру. Для Лугіної це був єдиний титул за сезон і 2-й — за кар'єру.